# Alaior
Alaior (in catalano e ufficialmente), in castigliano Alayor, è un comune spagnolo di 9 257 abitanti situato nella comunità autonoma delle Baleari, sull'isola di Minorca. Ha dato i natali al martire Juan Huguet y Cardona.